# Torpedodampfer
Die Torpedodampfer waren Vorläufer der Torpedoboote der Kaiserlichen Marine.

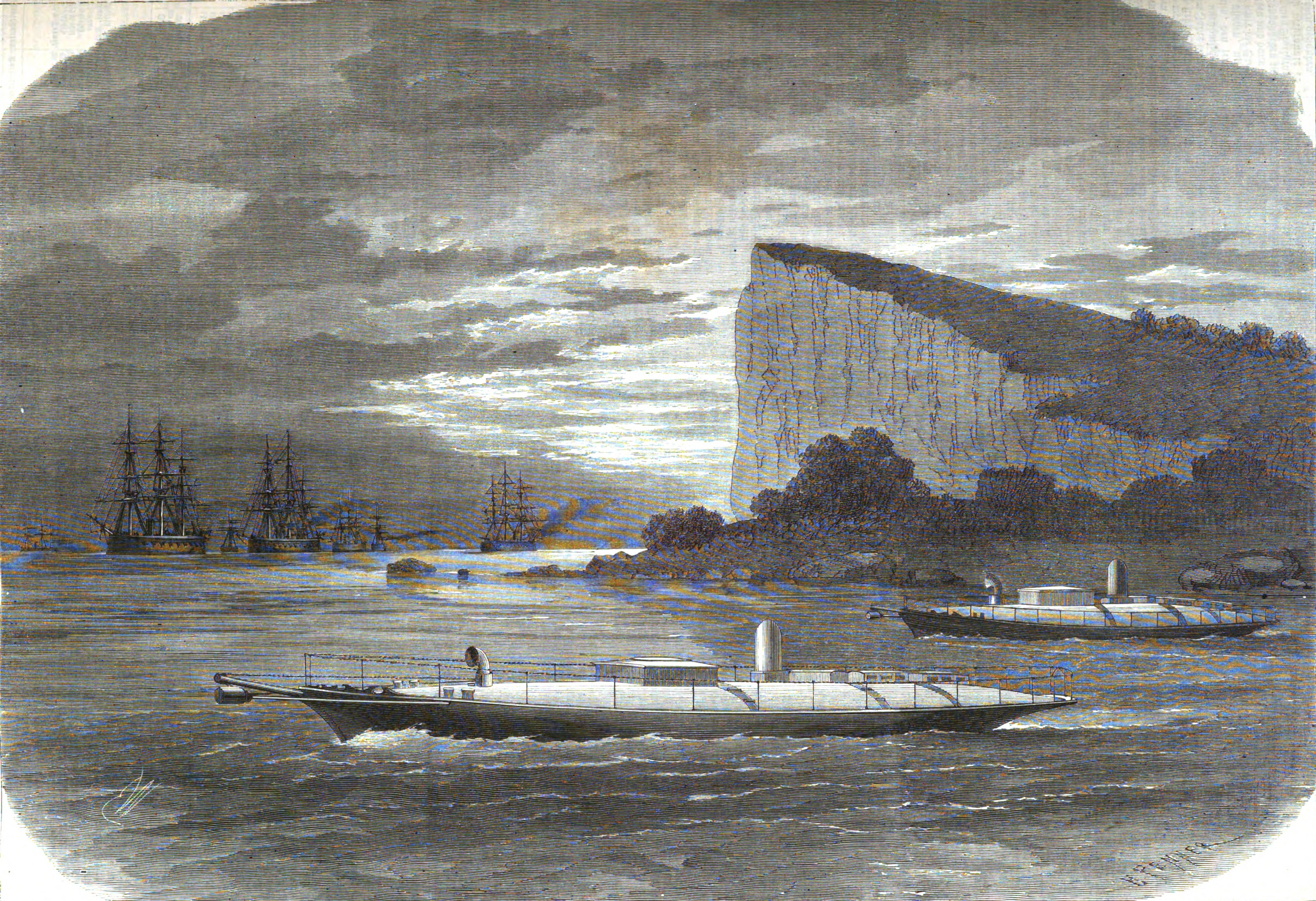
Die neuen Torpedoboote der deutschen Marine (Zeichnung in der Illustrirten Zeitung. Dargestellt sind zwei der drei Spierentorpedoboote der Danziger Werft Devrient, die 1871/72 für die deutsche Kaiserliche Marine gebaut wurden.)

Diese Fahrzeuge wurden ab 1870 zur Bewachung der Elb- und Wesermündung eingesetzt und bildeten die sogenannte Freiwillige Seewehr. Anfangs wurde noch nicht unterschieden, ob diese Fahrzeuge mit Minen oder mit den klassischen Torpedos ausgerüstet waren. Erst ab 1873 wurde in Deutschland die Einteilung in Torpedo- und Minenfahrzeuge vorgenommen.
Insgesamt wurden von 1859 bis 1876 14 Boote, die ab 1870 Torpedodampfer wurden, in Dienst gestellt. Die ersten vier waren in der Reiherstiegwerft in Hamburg vom Stapel  gelaufen und hatten bis 1870 unterschiedlichen Reedereien gehört. Im Jahr 1870 kaufte die Kaiserliche Marine die Boote, um sie als Hilfsdampfer für Torpedozwecke einzusetzen. Es folgten jeweils drei von der Devrient-Werft in Danzig (Devrient Nr. I bis Nr. III) und von Waltjen in Bremen (Waltjen Nr. I bis Nr. III) ausgelieferte Boote und schließlich drei in den Vulcan-Werken in Stettin-Grabow gebaute Boote. Der letzte Torpedodampfer, die SMS Ulan, entstand 1876 bei Möller & Holberg in Stettin-Grabow. Die Ulan wurde 1876 umgebaut und erhielt anstelle der Seitenräder, die auch die drei Boote der Vulcan-Werke hatten, einen Antrieb über eine Schiffsschraube am Heck. 